# Slaget ved Jakobstadt
Slaget ved Jakobstadt (svensk: Slaget vid Jakobstadt; russisk: Сражение у Якобштадта, tr. Srazjenije u Jakobsjtadta; lettisk: Jēkabpils, polsk: Krzyżbork) blev udkæmpet den 26. juli 1704 under Den Store Nordiske Krig. Svenskerne vandt en stor sejr på trods af at russerne overgik dem i antal og havde polske allierede. Den svenske hær mistede omkring 400 mand, mens russernes og polakkernes tab var omkring 3.000 mand.